# Huningue

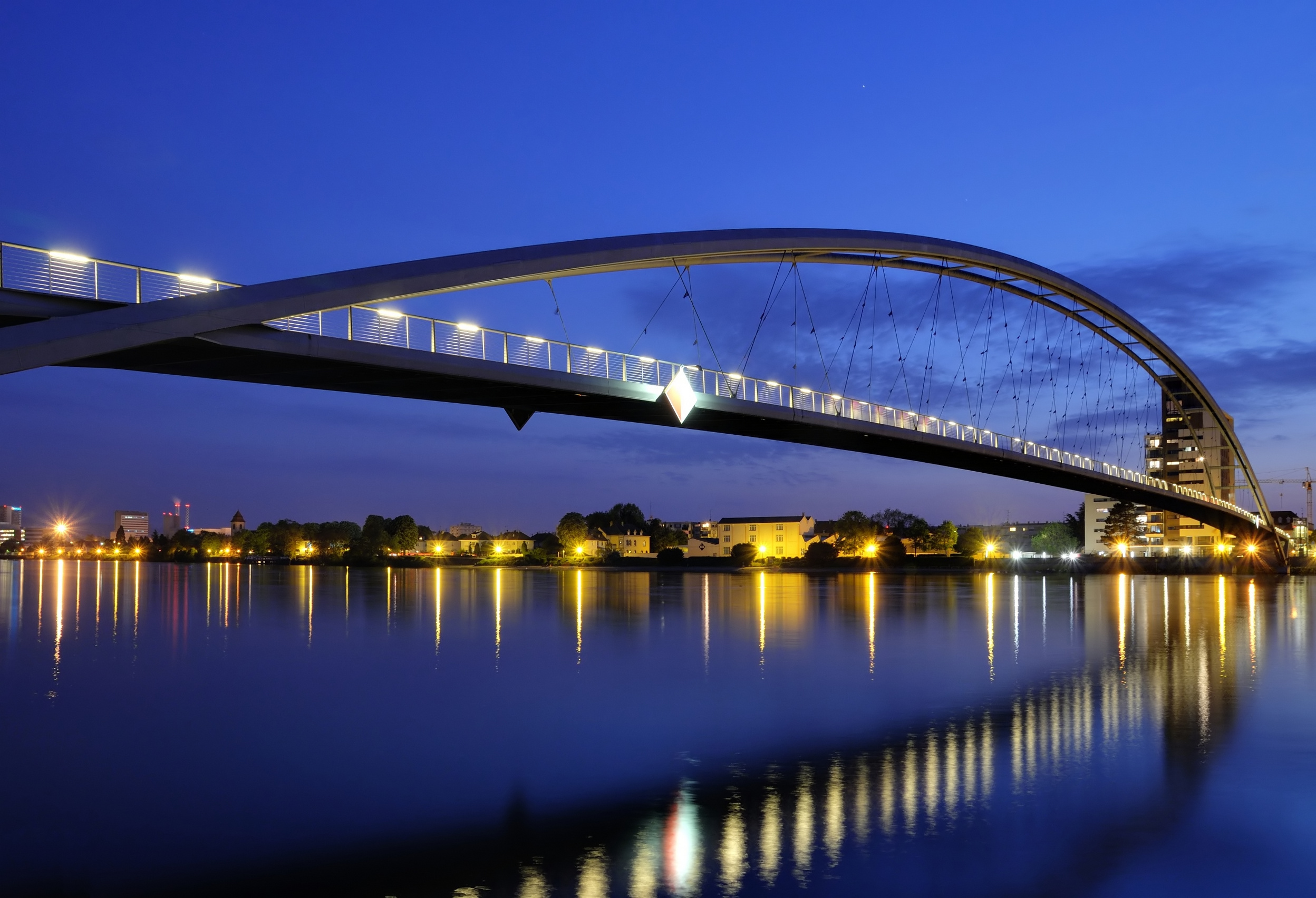
Bro över Rhen sedd från Huningue, nattetid.

Huningue (tyska: Hüningen) är en stad och kommun i Frankrike vid vänstra sidan av Rhen och en arm av Rhen-Rhône-kanalen. Staden gränsar direkt till schweiziska Basel. År 2022 hade Huningue 7 410 invånare.
Orten, som tidigare tillhörde Basel, kom genom köp till Ludvig XIV, vilken lät Sébastien Le Prestre de Vauban befästa den (1679-81) och sedermera där slå en av en skans försvarad bro över Rhen. Huningue försvarades 1796 av general Abbatucci i tre månader mot de belägrande österrikarna. År 1814 höll överste Chancel fästningen i fyra månader mot bajrarna, och 26 juni till 27 augusti 1815 belägrade 17 000 österrikare under ärkehertig Johan det av endast 2343 man under general Barbanégre försvarade Huningue.[källa behövs] En bekant tavla av Édouard Detaille (1892, i Luxembourg) framställer den lilla besättningens avtåg. Befästningarna slopades 1815. I närheten av Huningue anlades 1852 av franska regeringen, huvudsakligen genom professor Jean Victor Costes initiativ, en storartad fiskodlingsanstalt, som årligen odlade miljoner ägg och fiskyngel.

## Befolkningsutveckling
Antalet invånare i kommunen Huningue
| Referens: INSEE |